# 完全平方式
完全平方式（かんぜんへいほうしき、英：perfect square expression）とは、ある式の2乗で表された多項式のことを指す。また、平方完成した時に、かっこの外に係数や項などの余計なものが出てこない式のことを指す。

## 完全平方式の例
例えば、{\displaystyle x^{2}-4x+4}は平方完成した時に{\displaystyle (x-2)^{2}}となり、かっこの外に係数や項などの余計なものが出てこないので、これは完全平方式である。また、{\displaystyle x^{2}+6x+10}は平方完成した時に{\displaystyle (x+3)^{2}+1}となり、かっこの外に{\displaystyle +1}があるので、これは完全平方式ではない。